# Cun cút ngực đen
Turnix melanogaster là một loài chim trong họ Turnicidae.
Đây là loài đặc hữu đông Australia, nơi Loài này có ở rừng mưa.